# لندمارک، آرکانزاس
لندمارک (به انگلیسی: Landmark) یک منطقهٔ مسکونی در ایالات متحده آمریکا است که در شهرستان پلاسکی، آرکانزاس واقع شده‌است. لندمارک ۲۴٫۰۶ کیلومتر مربع مساحت و ۱٬۶۰۵ نفر جمعیت دارد.